# Marek Hilšer

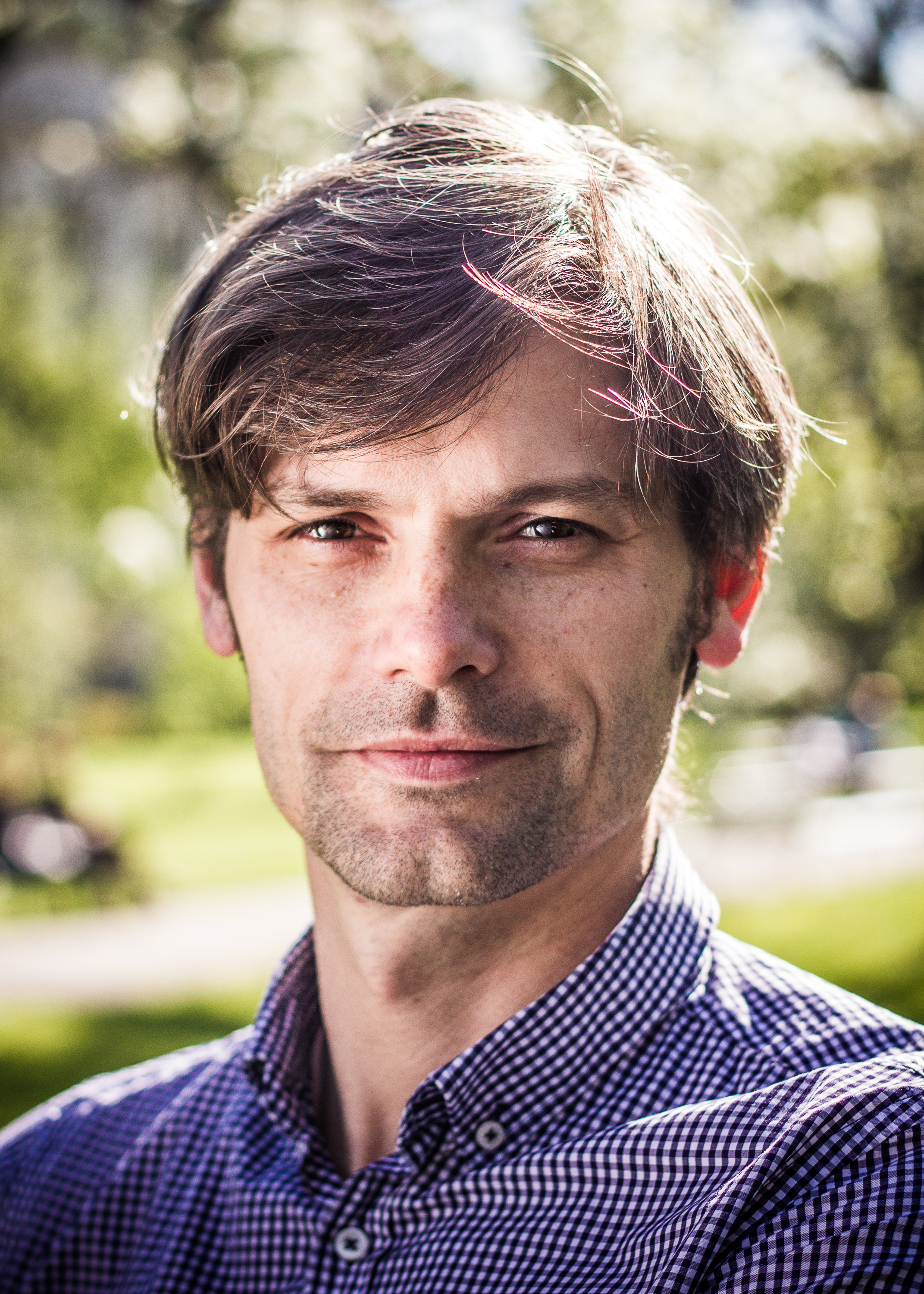
Marek Hilser in 2016

Marek Hilšer (Chomutov, 23 maart 1976) is een Tsjechische politieke activist en universitair docent. Hij was kandidaat voor de Tsjechische presidentsverkiezingen van 2018.
Hilšer werd in 1976 in Chomutov geboren. Zijn familie emigreerde in 1989 uit Tsjechoslowakije, maar keerde in 1990 terug. Hij studeerde Public Relations aan de Karelsuniversiteit Praag en ging in 1999 naar de Verenigde Staten, waar hij onder meer werkte als loodgieter en graver. Hij keerde terug naar de Tsjechische Republiek in 2004 en studeerde geneeskunde aan de Karelsuniversiteit Praag. In 2007 werd hij een er wetenschapper aan de eerste faculteit geneeskunde.
Hilšer leidde ook de protesten tegen de universitaire hervormingen van Josef Dobeš in 2012, die bekend staan als "een week van onrust".
Hilšer heeft zijn kandidatuur voor het Tsjechische presidentschap op 27 juli 2016 bekendgemaakt. De eerste ronde werd gehouden op 12 en 13 januari 2018. Hij ontving 8,83% van de stemmen en werd daarmee vijfde. Hilšer erkende vervolgens zijn nederlaag en zegde zijn steun toe voor de kandidatuur van Jiří Drahoš in de tweede ronde.
- Gemeinsame Normdatei: 1193435048
- International Standard Name Identifier: 0000 0004 9718 6859
- Library of Congress Control Number: nb2020003390
- Nationale Bibliotheek van Tsjechië: xx0208340
- Virtual International Authority File: 3206148122895995200004